# Røde Microphones
RØDE Microphones LLC è un'azienda australiana produttrice di microfoni, accessori e software per l'acquisizione audio.

## Storia
La società venne fondata come Freedman Electronics dai coniugi Henry e Astrid Freedman. Henry Freedman, ingegnere in un'azienda di telecomunicazioni originario di Londra, si trasferì a Stoccolma, dove sposò Astrid. Fuori dall'orario aziendale, Henry aveva un secondo lavoro, eseguendo manutenzione e modifiche per un agente di una società tedesca produttrice di strumenti di registrazione professionali.
Henry rivecette un'offerta per i diritti di distribuzione in Australia, dove si trasferì nel 1966 con la moglie e il figlio Peter.
Freedman Electronics, con sede in un sobborgo di Ashfield, fu una tra le prime aziende a progettare e produrre equipaggiamento audio professionale in Australia.
Henry morì nel 1987 e la gestione dell'azienda passò a suo figlio Peter, che investì notevolmente nella sua espansione ma, a causa della sua inesperienza commerciale, unita con la recessione che caratterizzò quel periodo, si ritrovò fortemente indebitato e prossimo alla bancarotta.
Alla ricerca di una disperata soluzione ai problemi aziendali, Peter importò venti esemplari di un modello di microfono cinese che aveva visto a Shangai dieci anni prima, nel 1981. Si trattava di un modello molto scadente, che Peter modificò per migliorarne la qualità. Il microfono acquisì un certo mercato, reso con la frase idiomatica australiana "ascendere come un ratto in un tubo di scarico". In riferimento a tale espressione, il microfono venne chiamato ufficiosamente "Rodent-1" (roditore-1), che Peter trasformò in RØDE NT-1, come omaggio al passato scandinavo della sua famiglia: la lettera ø non fa parte dell'alfabeto svedese, ma in norvegese e danese røde è il plurale di rød, che significa "rosso".
A seguito del successo del prodotto, l'azienda iniziò a produrre il microfono interamente in Australia, per migliorare la qualità, ridurre la dipendenza da fornitori esterni e mantenere al suo interno il know-how in fase di sviluppo.